# Reunion (série de televisão)
Reunion (Reunião no Brasil) é uma série de televisão americana produzida pela FOX, e exibida no Brasil pelo SBT e pelo Warner Channel com 13 episódios. Na história é mostrado o que ocorreu ao longo de vinte anos na vida dos amigos Samantha, Carla, Craig, Will, Aaron e Jenna. Cada episódio corresponde a um ano de suas vidas, começando a partir do ano de 1986 durante a graduação dos 6 amigos na cidade de Bedford, Nova York. Cada episódio também intercede com os momentos atuais, quando o Detetive Marjorino investiga a morte de um dos amigos no dia da festa de 20 anos de graduação, em 2006.
Nos Estados Unidos a série acabou sendo cancelada com apenas 9 episódios exibidos e sem a identificação do assassino e seus motivos para cometer o crime.
A série estreou em Portugal no canal FOX em Outubro de 2007.

## Personagens
- Will Malloy: Garoto pobre e trabalhador, melhor amigo de Craig e que nutre uma paixão por Sam (a qual acaba engravidando). Assume a culpa em um acidente que, na realidade, foi provocado por Craig e pára na prisão, saindo nove meses depois por bom comportamento. Convidado pelo pai de Will a entrar na sua empresa, se destaca, mas devido a um pedido de Sam, suborna um agente da Agência Ambiental de Nova York. É obrigado a espionar o pai de Craig para o FBI e vai atrás de Sam em sua festa de casamento. Vinte anos depois, é mostrado como um padre.
- Craig Brewster: Melhor amigo de Will, é o garoto rico da cidade e apaixonado por Sam. Cursa faculdade e após um tempo vai para a América Central ajudar as populações locais como voluntário. Vai atrás de Sam, de quem havia se separado logo após o colégio, e declara-se. Os dois se casam, mas vivem vários conflitos durante os anos. Vinte anos depois, é mostrado como senador do estado e sendo paraplégico, na verdade uma farsa.
- Aaron Trumbull: Nerd e meio bobo quando o assunto é mulheres, é apaixonado inicialmente por Jenna. Após não ser correspondido pela amiga, vai para a faculdade mas a abandona, indo atrás de Jenna, que novamente o dispensa. Resolve ir para Seattle, onde trabalha num bar e tenta algo com sua colega de trabalho, Heather. Termina com ela um ano depois e vai a Nova York onde finalmente percebe o amor de Carla. Porém ficam apenas uma noite e ele parte para Praga onde conhece Pascale, mulher com quem viria a ter duas filhas. Vinte anos depois, é mostrado como dono de uma grande empresa de Internet.
- Samantha Carlton: Garota popular e doce, é namorada de Craig mas antes tem um caso com Will, que resulta em gravidez. Termina com Craig e vai cursar medicina em Londres, onde dá a luz uma menina, a qual dá para adoção. Volta aos Estados Unidos, onde se reaproxima de Will e vai viver com Carla e Jenna em Nova York. Tem complicações devido ao parto e não pode mais ter filhos. Resolve ir em busca da filha, mas é impedida pelo pai adotivo. Casa-se com Craig, embora ainda esteja apaixonada por Will, e acabam tendo um filho. Se torna uma respeitada médica.
- Jenna Moretti: Popular e liberal, tem casos frequentes com várias pessoas. Tem uma relação complicada com Aaron, o qual ao mesmo tempo gosta, mas não quer algo sério. Pretende virar atriz e vai a Nova York em busca de seu sonho. Começa a aparecer em clipes do Van Halen e em alguns filmes.
- Carla Noll: Garota inteligente e melhor amiga de Sam, gosta de Aaron, mas não tem coragem de declarar-se. Vai para Londres com Sam, onde estuda fotografia. De volta a Nova York, trabalha como babá na casa dos pais que adotaram a filha de Sam, para ajudar a menina a se aproximar da amiga. Se envolve com o pai adotivo de Amy, mas acaba sofrendo com a violência do parceiro. Vinte anos depois, é mostrada como uma elegante mulher que sabe algo sobre o assassinato de um de seus amigos.

## Elenco
- Will Estes como Will Malloy
- Amanda Righetti como Jenna Moretti
- Sean Faris como Craig Brewster
- Alexa Davalos como Samantha Carlton
- Chyler Leigh como Carla Noll
- Dave Annable como Aaron Trumbull
- Mathew St. Patrick como Detetive Kenneth Marjorino
- Kurt Max Runte como Dr. Rothstein

## Assassinato
A identidade do amigo assassinado seria revelada no episódio "1990", sendo Samantha Carlton. Entretanto a identidade do assassino nunca  foi revelada devido o cancelamento da série. 
No Brasil, de forma não-oficial, o narrador do SBT relatou que o assassino foi o pai de Craig, que teria a matado por nunca ter aceitado o fato de ela ter tido um filho com Will, seu desafeto. Segundo o ator que interpretou Aaron, o verdadeiro assassino, aquele que estava nos planos dos criadores da série, seria a filha de Sam e Will. Com 19 anos, ela reapareceria na série no último episódio e assim sendo revelado o verdadeiro assassino. Segundo o ator, o incêndio que havia a matado, seria uma armação da mãe adotiva, juntamente com a polícia, procurando despistar o pai adotivo, que as perseguia de forma doentia, ameaçando-as de morte. A filha de Sam e Will cresceu nutrindo um intenso ódio contra a mãe, que iria tentar aborto e terminou não o fazendo, e terminou entregando-a para adoção. Daí o complô para a encobertar, pois todos os amigos se sentiam indiretamente culpados pelo ocorrido.

## Exibição no Brasil
Com o fim da reprise de Pássaros Feridos, o SBT estreou no dia 16 de outubro de 2006, às 21h40, a série inédita no Brasil "Reunion" (Reunião).
Por aqui, a série foi exibida em 13 episódios. Silvio Santos vendeu a série como um enorme sucesso, porém, o que muitos não sabiam era que se tratava de um enorme fracasso cancelado pelo canal americano.
Mesmo com uma boa premissa, Reunião acabou não agradando ao público dos EUA. Ela contava a história de seis amigos estudantes, Samantha, Carla, Craig, Will, Aaron e Jenna. Cada episódio corresponde a um ano de suas vidas. A trama tem pontapé inicial em 1986 durante a graduação deles na cidade de Bedford, Nova York.
Ela foi cancelada com 9 episódios nos Estados Unidos devido a baixa audiência, e não teve um desfecho para o público de lá. Na versão exibida pelo SBT, Reunião recebeu um desfecho narrado que revelou o culpado do crime, que foi o jovem Russell, que não aceitava o fato de Sam ter tido uma filha com Will.

## Recepção da crítica
Reunion teve recepção mista por parte da crítica especializada. Com base de 26 avaliações profissionais, alcançou uma pontuação de 50% no Metacritic. Por votos dos usuários do site, atinge uma nota de 8.5, usada para avaliar a recepção do público.